# Sikhisme al Brasil

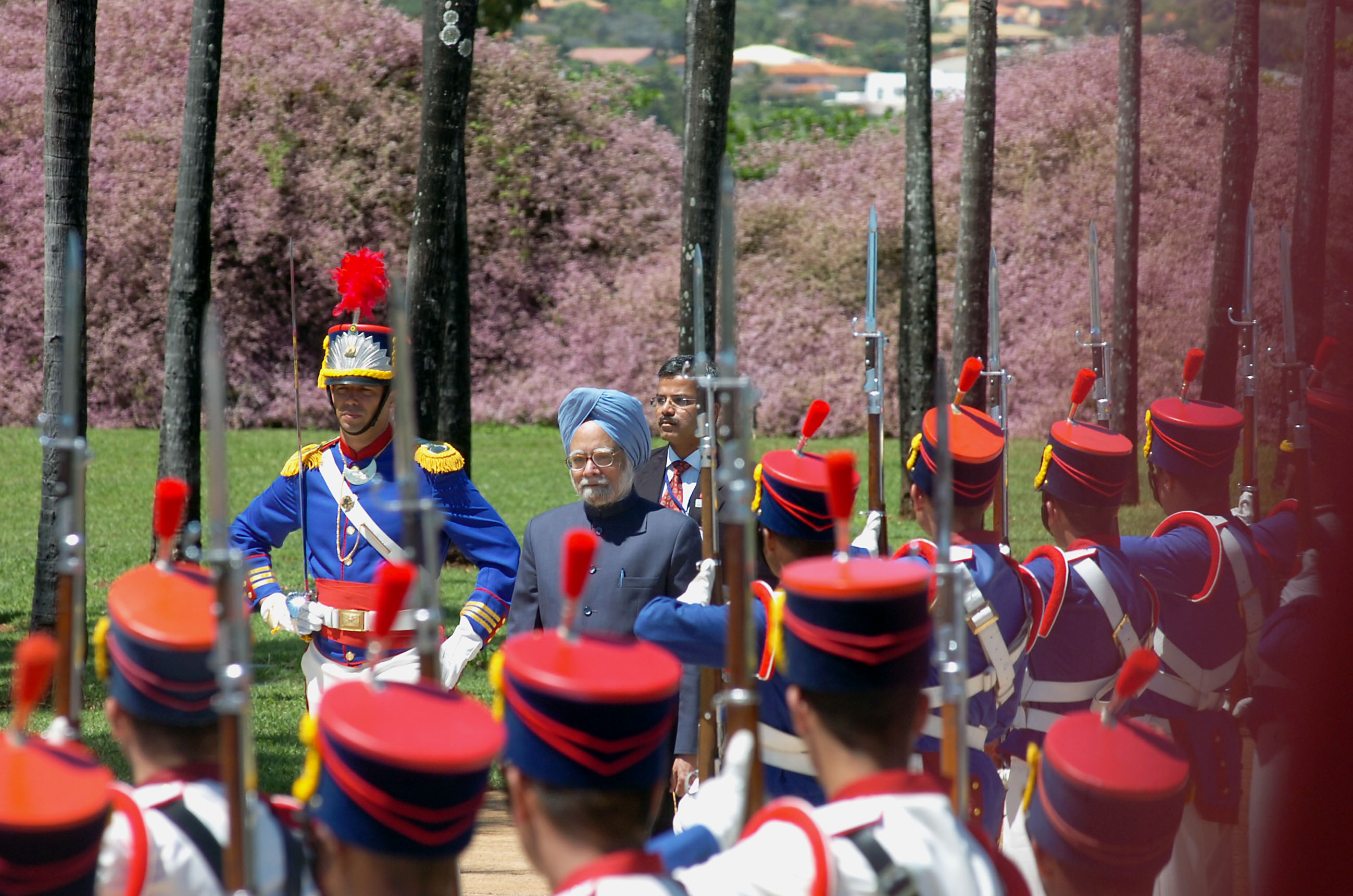
Manmohan Singh, primer ministre de l'Índia (2004-2014), va visitar l'any 2006 el Palau de l'Alvorada, residència oficial del President del Brasil.

Els sikhs al Brasil són una minoria religiosa i s'estima que hi ha uns 300 sikhs que viuen al país.

## Història

### Principis del segle XX
Els sikhisme al Brasil va començar amb l'arribada dels primers immigrants sikhs a principis del segle xx. Aquests immigrants van entrar al país buscant millors oportunitats econòmiques i es van establir principalment a la part sud del país, a l'estat brasiler de Paraná. Tanmateix, la majoria d'aquests només van passar pel Brasil, doncs la seva destinació final era l'Argentina.
Els sikhs a l'Amèrica Llatina, inclòs el Brasil, també han estat objecte d'investigació acadèmica. Al seu llibre Sikhs in Latin America: Travels Among the Sikh Diaspora, Swaran Singh ofereix una visió general completa de la història i la cultura dels sikhs al subcontinent. La investigació de Singh destaca els reptes als quals s'enfronten els sikhs a l'Amèrica Llatina per preservar les tradicions religioses i culturals, alhora que s'integren a les societats d'acollida.

### Segle XXI
El sikhisme és conegut pel seu compromís amb la igualtat i la justícia social, i la comunitat sikh del Brasil ha treballat per promoure aquests valors dins de la seva pròpia comunitat i en la societat brasilera en general. El 2018, una delegació de sikhs brasilers va visitar el Temple Daurat d'Amritsar, Índia, per reclamar la igualtat de gènere dins de la comunitat sikh. La delegació incloïa homes i dones, i van demanar l'eliminació de les restriccions a la participació de les dones en algunes cerimònies religioses sikhs.

## Dades demogràfiques
La majoria dels sikhs del Brasil pertanyen a la comunitat 3HO o migrants panjabi, que hi han arribat buscant oportunitats de negoci. Els descendents de la generació d'immigrants anteriors s'han casat majoritàriament fora de la cultura i la religió, degut a la manca d'una gran població sikh.

## Gurdwaras
La comunitat sikh del Brasil ha establert diversos gurdwaras, o llocs de culte, arreu del país. Un dels gurdwaras més coneguts és el Gurdwara Shri Arjun Dev Sahib a la ciutat de São Paulo, que es va inaugurar el 1987. Aquest gurdwara és el primer temple sikh del Brasil i el més gran, i s'ha convertit en un símbol de la presència de la comunitat sikh al país.